# Neope yama
Neope yama är en fjärilsart som beskrevs av Moore 1857. Neope yama ingår i släktet Neope och familjen praktfjärilar. Inga underarter finns listade i Catalogue of Life.

## Bildgalleri

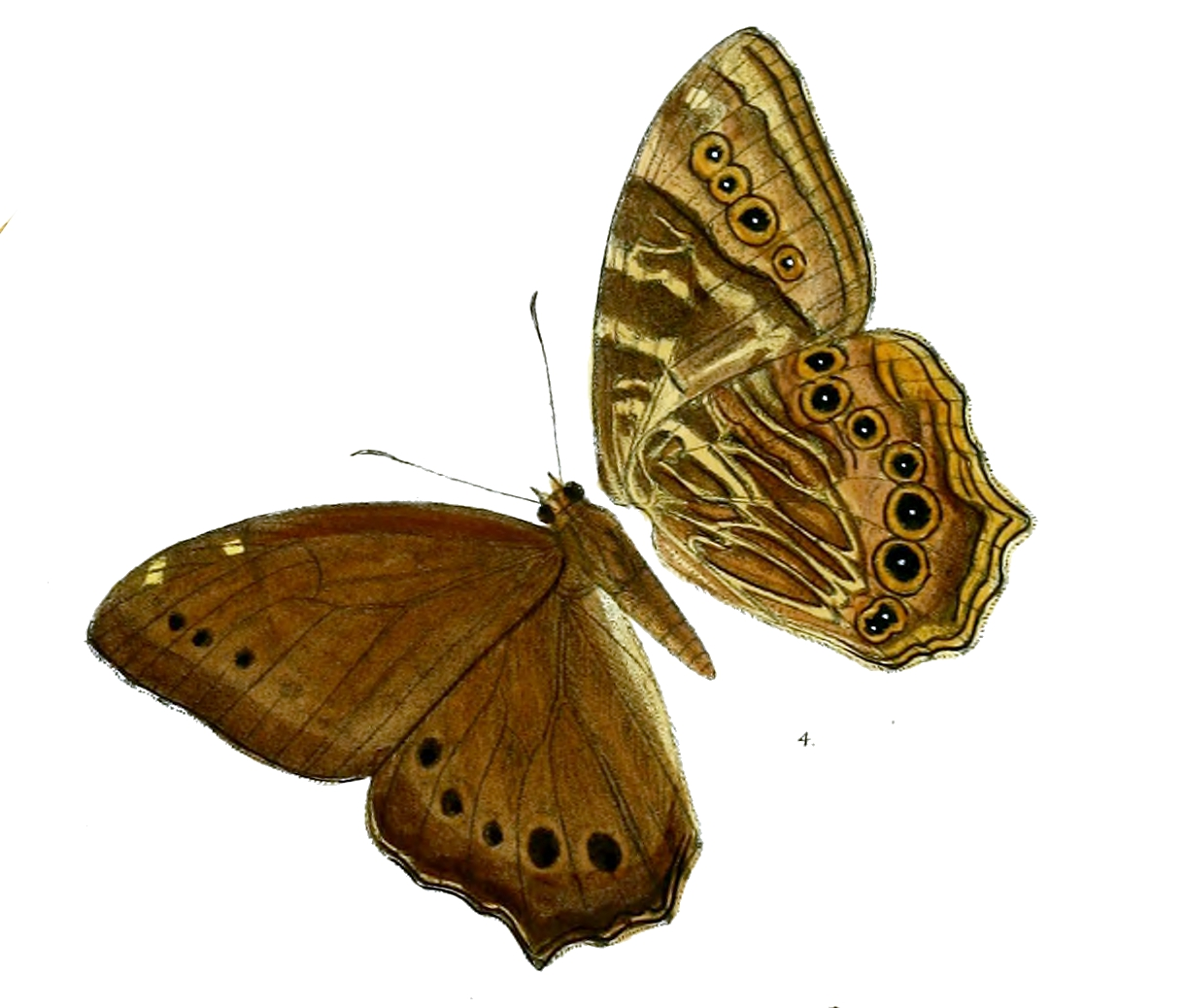